# Olivier Le Cour Grandmaison
Pour les articles homonymes, voir Cour et Grandmaison.
Pour les autres membres de la famille, voir Famille Le Cour Grandmaison.
Olivier Le Cour Grandmaison est un politologue français né le 19 septembre 1960 à Paris (France).
Spécialisé dans les questions de citoyenneté sous la Révolution française et dans les questions qui ont trait à l'histoire coloniale, il est maître de conférences en science politique à l'université d'Evry-Val d'Essonne et enseigne au Collège international de philosophie.

## Biographie
Olivier Bruno Le Cour Grandmaison, fils de Bruno Le Cour Grandmaison (1931-2013) et de Colette Roche, est né à Paris le 19 septembre 1960. Il épouse à La Salle-les-Alpes Deborah Rofman.
En 1983-84, alors militant trotskyste de la LCR, il effectue son service militaire à Kehl en Allemagne, au 32e régiment du génie. Membre d'un comité de soldats, il distribue dans son régiment des documents antimilitaristes, et notamment une pétition exigeant le retrait des « troupes d'occupation » françaises d'Allemagne. Par jugement du 29 mars 1984, Olivier Le Cour Grandmaison et un autre appelé, Laurent Fritz, sont condamnés par le Tribunal des forces armées de Landau (RFA) à un an de prison avec sursis pour incitation de militaires à la désobéissance. Leur recours en cassation auprès de la CEDH sera rejeté le 6 juillet 1987.
Titulaire d'une maîtrise d'histoire et d'un DEA de science politique et de philosophie, il soutient en 1991 une thèse de science politique intitulée Les citoyennetés en révolution (1789-1794).
Il enseigne le droit à l'université du Mans (notamment le droit public, constitutionnel et communautaire) ainsi que la sociologie et la philosophie politique.
Devenu enseignant à l'université d'Évry-Val d'Essonne, il a été responsable du DEUG de droit, puis membre du conseil scientifique de l'université et du conseil national des universités. Il dirige aujourd'hui le master « Coopération et solidarité internationales  » dans cette même université.
Par ailleurs, il est juge-assesseur, désigné par le Haut Commissariat des Nations unies pour les réfugiés (HCR), à la cour nationale du droit d'asile (CNDA).
Il est membre du conseil de rédaction de la revue Droits. Revue française de théorie, de philosophie et de culture juridique, du comité de rédaction des revues Lignes, Mouvements et Asylon(s) et de l’équipe éditoriale du réseau scientifique TERRA.

## Travaux sur la colonisation

### Coloniser, exterminer: Sur la guerre et l’État colonial
En 2005, Olivier Le Cour Grandmaison publie Coloniser, exterminer : Sur la guerre et l’État colonial. Cet ouvrage controversé entend analyser le comportement de la France lors de la colonisation. Il mentionne qu'au XIXe siècle et dans la première moitié du XXe, « extermination » désigne des massacres de masse et non une entreprise génocidaire. Il souligne que ce concept est alors employé par de nombreux contemporains — Tocqueville, Michelet, Victor Hugo, Zola — pour rendre compte soit de massacres coloniaux ou de massacres consécutifs à des guerres civiles comme durant la Commune de Paris.
Pour le journaliste et écrivain algérien Lounis Aggoun, c'est « un livre nécessaire, pour permettre à chacun d’entre nous de comprendre les événements et les enjeux que tant de monde s'évertue à brouiller. »
Jérôme-Alexandre Nielsberg, philosophe et critique littéraire à L'Humanité, estime que Coloniser, exterminer montre que « les conflits coloniaux du XIXe ont vu naître des logiques qui ont ravagé le monde du XXe siècle » et précise « empire et extermination — à condition de redonner à ce terme son sens d'avant la Shoah — sont les deux faces de la même médaille coloniale. »
L'historien Jean-Guillaume Lanuque, dans la revue Dissidences, y discerne même une « œuvre incontournable pour qui s'intéresse à l'histoire de la colonisation, dans la lignée de laquelle se distingueront des auteurs comme Mathieu Rigouste ou Enzo Traverso ». Il précise néanmoins que l'essai « n'est pas exempt de reproches », « son étude des discours donne parfois l’impression d'être pratiquée “hors-sol”. ». En contrepoint, l'historien Marc-Olivier Baruch déplore « une méconnaissance des enjeux et des situations consternante ».
D'autres historiens, spécialistes du sujet, contestent le contenu de l'ouvrage à l'instar d'Emmanuelle Saada, Gilbert Meynier et Pierre Vidal-Naquet.
Pour Emmanuelle Saada, cet ouvrage « s'ancre dans un refus de l'histoire » ; il néglige les dynamiques historiques, uniformise les longues et complexes relations entre la France et l'Algérie et oublie que le racisme « se construit dans des rapports de pouvoir ». Les historiens Gilbert Meynier et Pierre Vidal-Naquet y consacrent un long article dans Esprit — analysé par l'historien Claude Liauzu comme une « critique rigoureuse » — où ils fustigent ses infractions à la méthode historique, relevant chez l'auteur une propension à ne retenir « de ses lectures que ce qui conforte ses thèses et nourrit ses stéréotypes. »

« À le lire, on ne peut s'empêcher de poser la question : un sottisier peut-il tenir lieu d'œuvre de réflexion et de synthèse historique ?... Assimiler peu ou prou le système colonial à une anticipation du 3e Reich, voire à un “précédent inquiétant” d'Auschwitz, est une entreprise idéologique frauduleuse. »

— Gilbert Meynier / Pierre Vidal-Naquet

### La République impériale: politique et racisme d'État
Olivier Le Cour Grandmaison publie La République impériale : politique et racisme d'État en 2009, où il étudie les conséquences politiques, juridiques, académiques, universitaires…, de la construction accélérée de l'empire colonial sous la Troisième République. Pour ce faire, il propose notamment le concept d'« impérialisation » des institutions.
Ses propos sur l'existence d'un « racisme d'Etat » lui valent de nombreuses critiques. Amaury Laurin[Qui ?], lui, salue la documentation que brasse l'ouvrage, juge que les pages concernant l'impérialisation de la République sont « particulièrement convaincantes ». Néanmoins, il considère que le lien établi par Le Cour Grandmaison entre « espaces vitaux » impérial et national-socialisme est « tout sauf évident scientifiquement ». Selon lui, le fait que l'auteur privilégie des écrits qui « semblent tous triés pour abonder dans le même sens » a pour conséquence qu'il minore également « l'anticolonialisme, tout aussi intrinsèque à la IIIe République impériale que l'est le colonialisme ».

### De l'indigénat
Il publie en 2010 De l'indigénat. Anatomie d'un « monstre » juridique : le droit colonial en Algérie et dans l'empire français, pour dénoncer la mise en œuvre par la Troisième République d'un droit différencié, voire raciste, dans les colonies où l'exception est la règle, en contradiction avec les principes républicains.
Selon l'historienne Isabelle Merle, dans cet ouvrage, le « caractère expéditif » de l'analyse passe « sous silence les contradictions, contestations, tensions qui caractérisaient aussi ce régime colonial » et empêche de voir les caractéristiques de la « gestion républicaine des populations colonisées [qui] se caractérise précisément par une tentative de normalisation de l’usage de la force. »

## Engagements politiques
Il participe à l'organisation d'une manifestation contre la politique du gouvernement Fillon en matière d'immigration, contre le racisme et pour la régularisation des étrangers en situation irrégulière, en tant que porte-parole.

## Publications

### Ouvrages
- Les Citoyennetés en Révolution (1789-1794), Paris, PUF, 1992, 313 p. Comptes rendus par Yann Fauchois et par Solange Barberousse.
- Les Constitutions françaises, Paris, La Découverte, 1996
- Haine(s) : Philosophie et politique, avant-propos d’Étienne Balibar, Paris, PUF, 2002
- Coloniser, exterminer. Sur la guerre et l’État colonial, Paris, Fayard, 2005 (édité en arabe en 2007, Algérie), présentation en ligne, présentation en ligne, présentation en ligne.
- La République impériale : politique et racisme d'État, Paris, Fayard, 2009 (édité en arabe en 2009, Algérie), présentation en ligne, présentation en ligne, présentation en ligne, présentation en ligne.
- De l'indigénat. Anatomie d'un « monstre » juridique : le droit colonial en Algérie et dans l'empire français, Paris, Zones/La Découverte, 2010 (édité en arabe) [disponible en ligne], présentation en ligne, présentation en ligne, présentation en ligne.
- L'Empire des hygiénistes. Vivre aux colonies, Paris, Fayard, 2014, présentation en ligne.
- « Ennemis mortels ». Représentations de l'islam et politiques musulmanes en France à l'époque coloniale, Paris, La Découverte, 2019.
- Racismes d'Etat, Etats racistes : une brève histoire, Paris, Amsterdam, 2024.

### Direction d’ouvrages
- O. Le Cour Grandmaison et C. Wihtol de Wenden (dir.), Les Étrangers dans la cité. Expériences européennes, préface de M. Rebérioux, Paris, La Découverte, 1993
- O. Le Cour Grandmaison (dir.), Faut-il avoir la haine ?, Paris, L’Harmattan, 2001
- O. Le Cour Grandmaison (dir.), Le 17 octobre 1961 : un crime d’État à Paris, Paris, La Dispute, 2001
- Cl. Gautier et O. Le Cour Grandmaison (dir.), Passions et sciences humaines, Paris, PUF, 2002
- O. Le Cour Grandmaison, G. Lhuilier, J. Valluy (dir.), Le Retour des camps : Sangatte, Lampedusa, Guantanamo, Paris, Autrement, 2007
- O. Le Cour Grandmaison (dir.), Douce France. Rafles. Rétention. Expulsions, Paris, Seuil, 2009